# The Beekman Hotel & Residences
The Beekman Hotel & Residences, auch The Beekman und 5 Beekman, sind ein miteinander verbundener Hotel- und Wohnkomplex in Manhattan in New York City. Dieser besteht aus dem 46 m hohen Temple Court Building mit dem Annex Temple Court und dem 209,4 m hohen Wolkenkratzer Beekman Residences. Das Thompson-Hotel „The Beekman“ verteilt sich auf alle Gebäude, der Tower „Beekman Residences“ beherbergt primär die 68 Eigentumswohnungen.

## Lage und Beschreibung
The Beekman Hotel & Residences befindet sich in Lower Manhattan im  Financial District an der Beekman Street zwischen Nassau Street und Theatre Alley. Benachbarte erwähnenswerte Gebäude sind die Wolkenkratzer 25 Park Row (214 m) und 8 Spruce Street (265,2 m) sowie das historische Hochhaus Park Row Building (119,2 m). Nur wenige hundert Meter entfernt liegen westlich das World Trade Center, nordöstlich das New Yorker Rathaus City Hall und südöstlich die Brooklyn Bridge.

### Temple Court Building und Annex
Das Temple Court Building, auch 5 Beekman, wurde von 1881 bis 1883 erbaut, dem 1889/90 ein Annex hinzugefügt wurde. Das Temple Court Building wurde von den Architekten Benjamin Silliman Jr. und James M. Farnsworth entworfen und in einem Stilmix aus Queen-Anne, Greek Revival und Neorenaissance errichtet. Das ursprünglich als Bürogebäude genutzte 10-stöckige Gebäude hat eine zweigeschossige mit Granit verkleidete Basis und besteht in den oberen Stockwerken aus rotem Backstein und Terrakotta. Zwei Türmchen mit spitzen Pyramidendächern an der Nordwest- und Nordostecke krönen das Gebäude. Im Innern besitzt das Temple Court Building ein neun Stockwerke hohes prachtvoll verziertes Atrium. Der Annex hat eine Kalksteinfassade und wurde vom Architekten James M. Farnsworth im neoromanischen Stil entworfen. Im Zuge der Errichtung des Wohnturms wurden Temple Court Building und Annex restauriert und beherbergen seitdem unter der Adresse 123 Nassau Street das luxuriöse Thompson-Hotel „The Beekman“. In den beiden Gebäuden sind fast alle der 287 Hotelapartments untergebracht. Die Landmarks Preservation Commission der Stadt New York erklärte am 10. Februar 1998 Temple Court Building und Annex zu einem Wahrzeichen der Stadt.

### Beekman Residences
Der Bau des Beekman Residences Towers begann im Januar 2014 und wurde 2016 abgeschlossen. Er wurde von Gerner Kronick + Valcarcel, Architects, DPC (GKV Architects) entworfen. Der Wohnturm sollte ursprünglich eine Höhe von 181 Meter mit insgesamt 45 Etagen besitzen. Später wurde die offizielle Höhe auf 209,4 Meter (687 Fuß) und 51 Etagen geändert. The Beekman Residences wurde primär als Wohngebäude konzipiert und beherbergt 68 luxuriöse Eigentumswohnungen. Wegen der steigenden Nachfrage an Hotelzimmern in Lower Manhattan sind hier auf den ersten zehn Etagen ein kleiner Teil der 287 Hotelzimmer sowie logistische Hoteleinrichtungen untergebracht. Da Beekman Residences ein direkter Zubau vom bekannten Temple Court Building ist, wurde das Design sorgfältig gewählt. Dabei sollen zwei Turmspitzen auf dem Dach des Gebäudes die architektonische Zugehörigkeit mit dem Temple betonen. Der Wolkenkratzer erreichte seine Endhöhe Anfang November 2015, als die zweite Turmspitze installiert wurde. Ende September 2016 wurde Beekman Residences offiziell fertiggestellt. Die Adresse des Wohnturms lautet 115 Nassau Street.

## Galerie

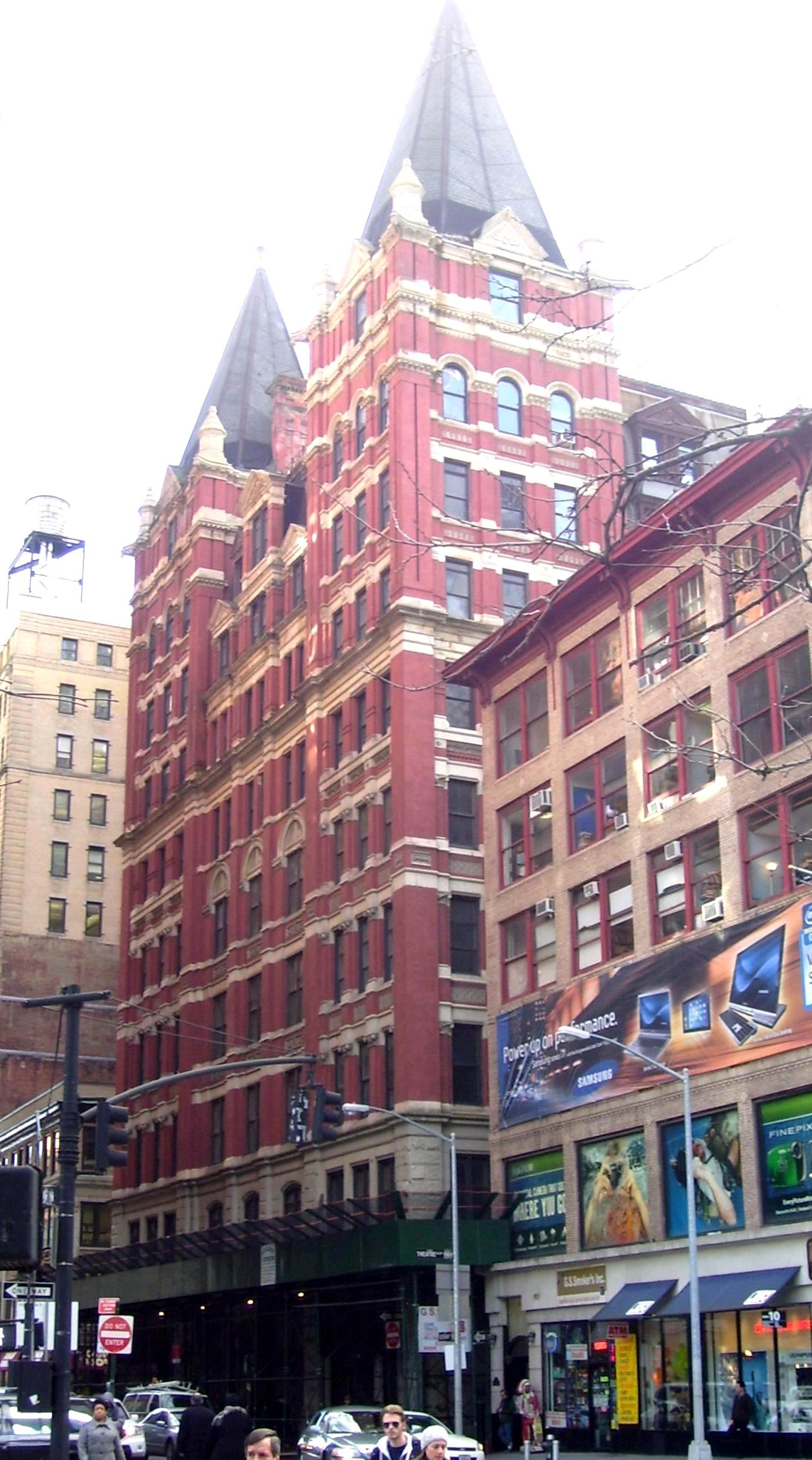
Temple Court Building 2012
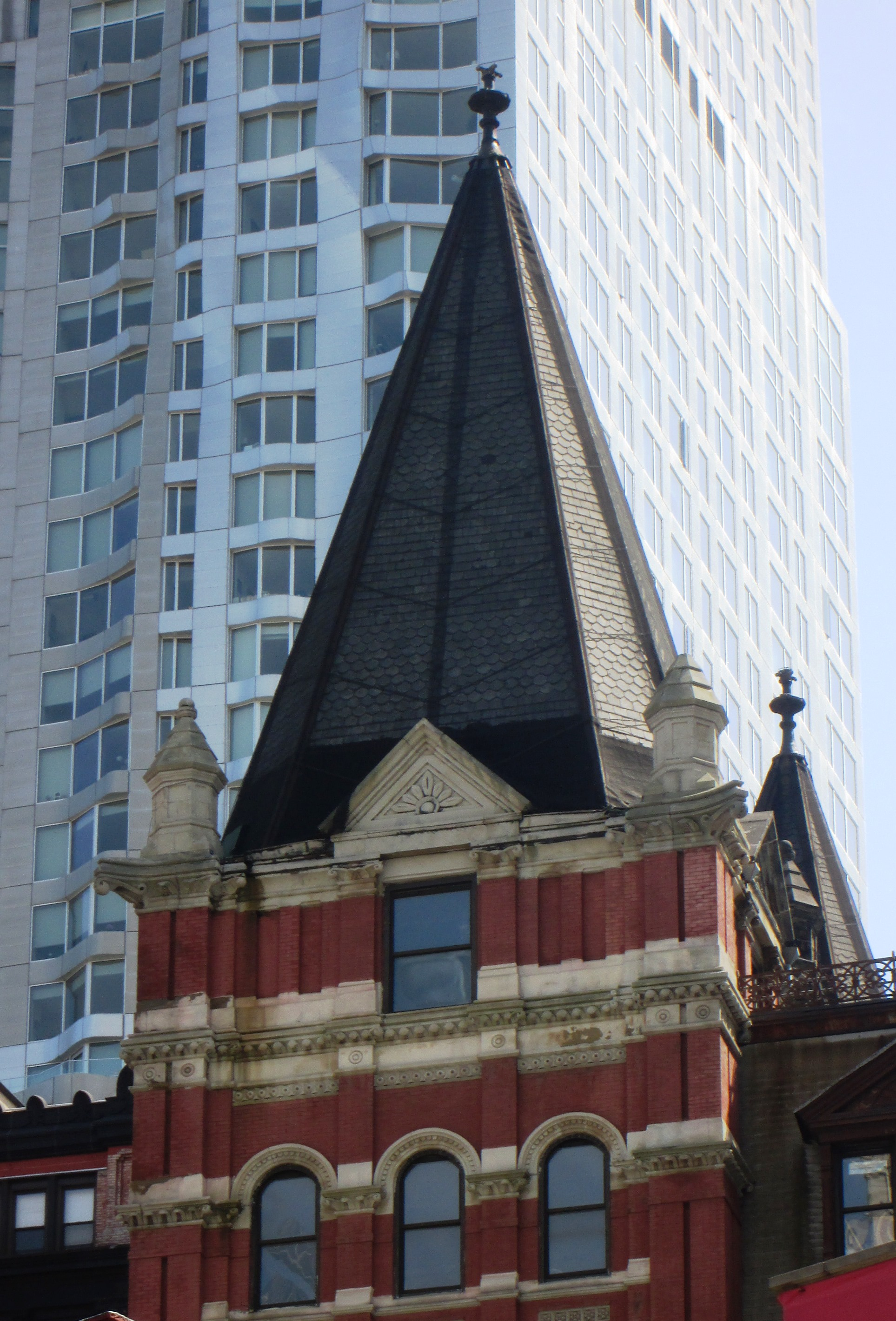
Eine der beiden Türmchen des Temple Court Buildings
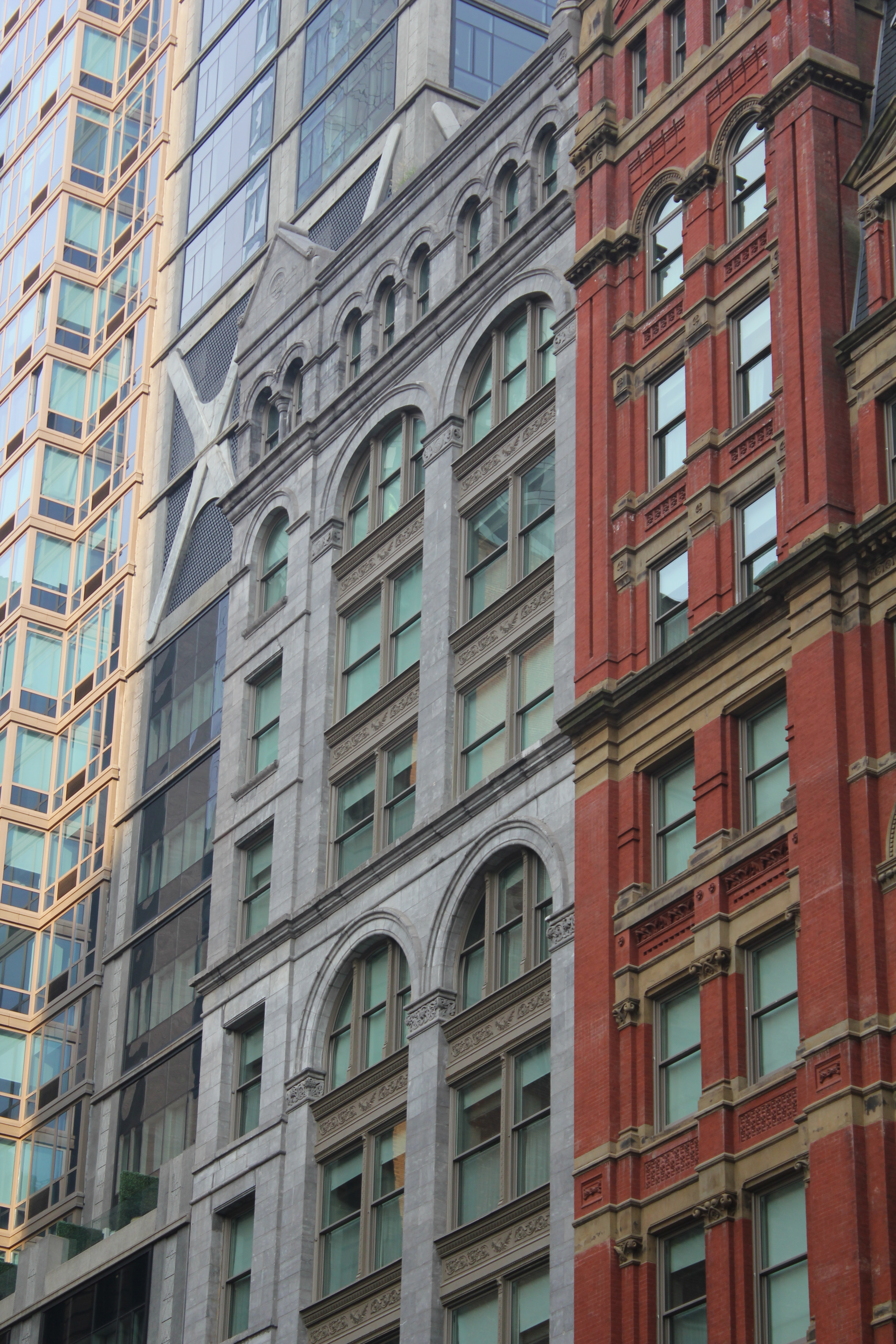
Temple Court Building (rechts) und Annex (links)
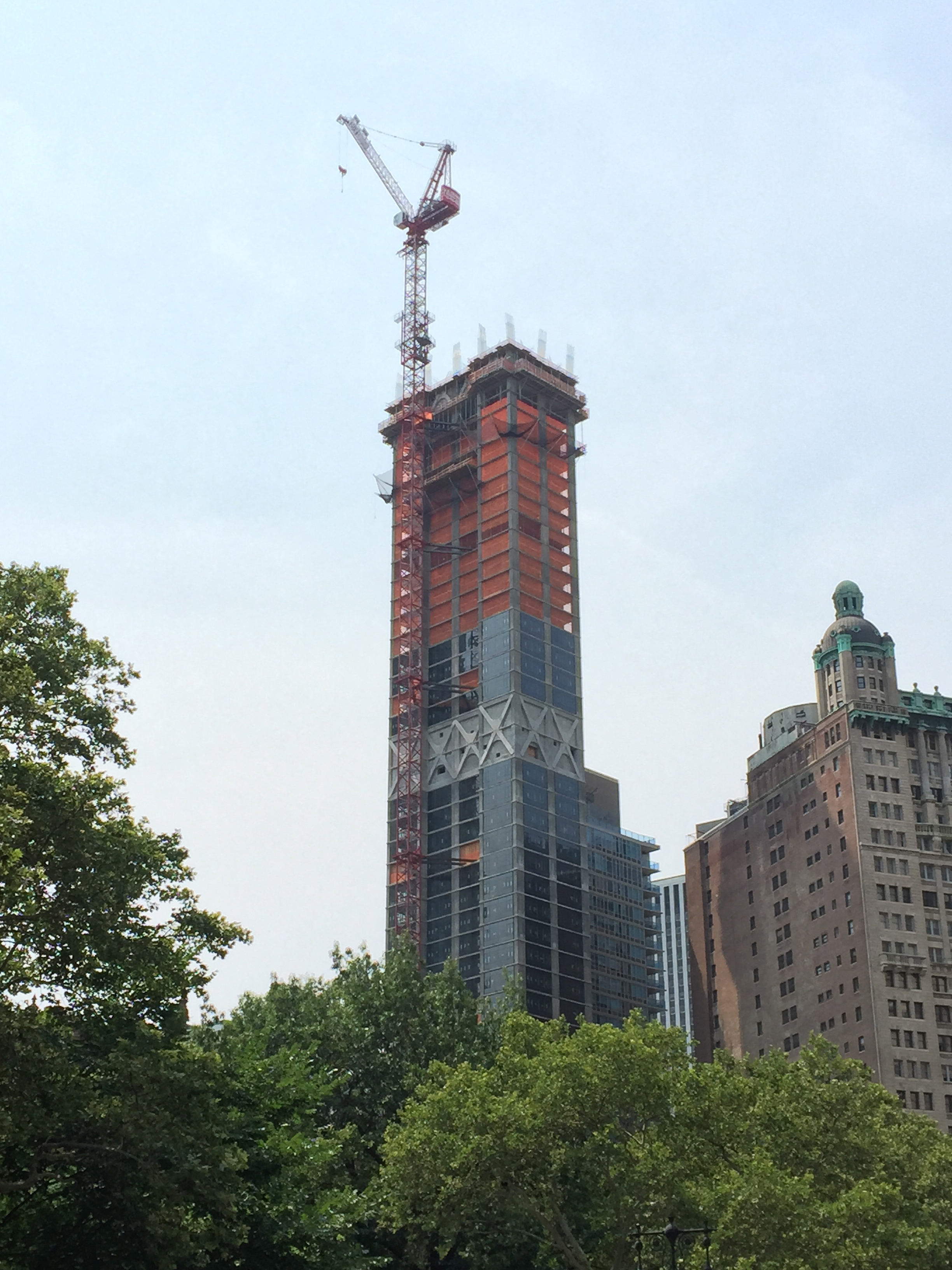
Der Wohnturm im Bau (2015)
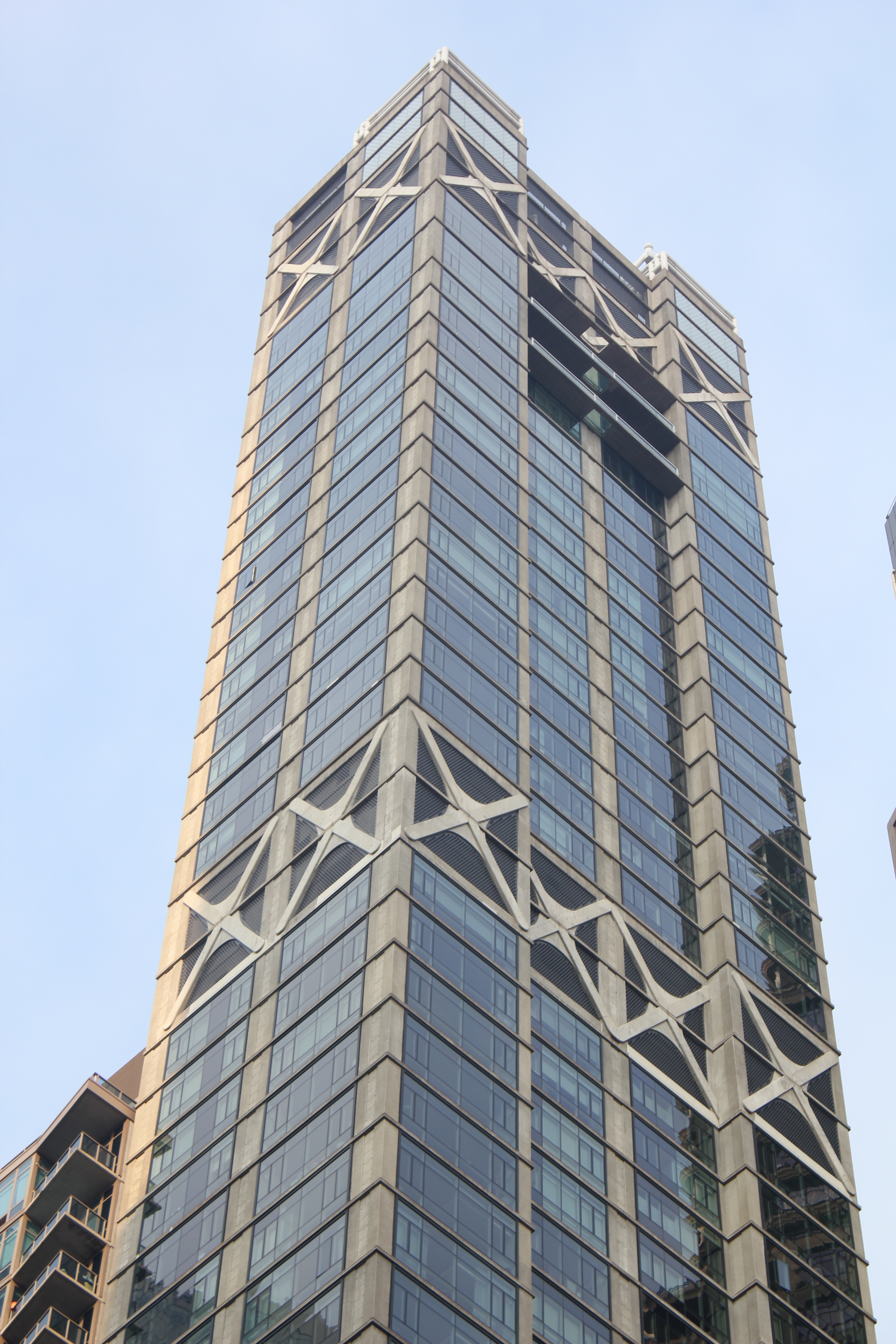
Obere Hälfte des Beekman Residence Tower